# Freddie King
Freddie King, właśc. Frederick Christian King (ur. 3 września 1934 w Gilmer, zm. 28 grudnia 1976 w Dallas) – amerykański muzyk bluesowy.
Jak wielu innych bluesmenów swojego czasu karierę rozpoczął w Chicago, grając w grupach Little Sonny Coopera i Hound Dog Taylora. Prawdopodobnie pod wpływem Taylora rozwinął swój specyficzny styl gry bluesa na gitarze elektrycznej.
Najbardziej znanymi utworami Kinga są nagrane we wczesnych latach 60. "Hide Away" i "Have You Ever Loved a Woman?", a także wydany w 1974 album Burglar. "Hide Away", którego tytuł pochodzi od nazwy popularnego baru w Chicago, był wielokrotnie nagrywany i wykonywany, między innymi przez Erica Claptona, Steviego Raya Vaughana, czy Jeffa Healeya.
Gitarzysta zmarł na zawał serca w 1976 podczas trasy koncertowej, na której grał razem z Claptonem, ledwie trzy dni po swoim ostatnim koncercie.
King cechował się specyficznym stylem gry na gitarze, używając dwóch nasadek na kciuk i palec wskazujący, plastikowej i metalowej. Techniki tej nauczył się od Jimmy'ego Rogersa. King wywarł duży wpływ na twórczość muzyków bluesrockowych, takich jak Stevie Ray Vaughan, Ronnie Earl, Peter Green czy Kenny Wayne Shepherd.
W 1993 ówczesna gubernator Teksasu ogłosiła 3 września dniem Freddiego Kinga. Podobnego zaszczytu doświadczyły tylko takie legendy, jak Bob Wills i Buddy Holly.
W 2003 Freddie King został umieszczony przez magazyn Rolling Stone na 25. miejscu listy 100 najlepszych gitarzystów wszech czasów.
Freddie, Albert i B.B. King są nazywani „Trzema Królami Bluesa”.
W 2015 Joe Bonamassa dla uczczenia pamięci i dorobku muzycznego „Trzech Królów Bluesa”, przygotował specjalną trasę koncertową, prezentując ich muzykę.